# Banderij
Banderij (iz novolat. banderium; nje. Banderien, mađ. banderiális hadsereg, srp. бандерија, slovački: bandérium, rum. banderium)  je pojam kojim označavamo vojničku zastavu feudalaca ili feudalčev konjanički odred.
Pojam banderija poznat je u vojnoj povijesti hrvatsko-ugarske države. Činila ga je skupina od 400 konjanika, pola od kojih su bili husari, pola teški konjanici kirasiri. Feudalci su te konjanike bili obvezni pridati kraljevim postrojbama, a nastupale su pod zastavom svog feudalca (banderijem). Kraljevski banderij brojio je 1000 vojnika; postojali su i banderiji ustrojeni od predijalaca s crkvenih posjeda.
Žigmund Luksemburški je obvezao 1435. sve zemljoposjednike na davanje banderija, koji su veličinom odgovarali njihovu posjedu. Bili su obvezani i prelati i magnati. Broj obveznika proširio je Ladislav V. Vladislav II. Jagelović je obnovio zakone o banderijima. Nakon Mohačke bitke 1526. banderiji su bili skoro sasvim uništeni, i spali su na veličinu od 10 do 12 jahača. Od 1601. su gospodari čiji su banderiji bili slabiji od 50 jahača pristupiti u županijske banderije. Tijekom ratova s Osmanlijama banderijske su odredbe postupno nestale i ostalo je samo ime za konjaničke postrojbe koje su davale županije.
Banderijalni sustav zamijenio je donacionalno-feudalni i patrimonijalni sustav u 14. stoljeću, kad su vladali Anžuvinci. Njime se pravo nasljedstva, koje je dotad bilo samo za sinove i u slučaju izumiranja muške loze vlasnika (ili veleizdaje), proširilo na kćeri. Dotad je zemlja koja je bila vladarevo privatno vlasništvo a darovana feudalcu vraćala se vladaru. prošireno i na kćeri. Uvjet zadržavanja prava uživanja posjeda bila je vojna služba s vlastitim postrojbama (banderijima).